# Vanillerostbraten
Vanillerostbraten ou "assado de baunilha" (ou "com baunilha") é um prato tradicional austríaco, que consiste em costeleta de vaca estufada com vegetais e temperos e servida com batata frita ou em puré. A carne é primeiro marinada com alho e outros temperos, depois frita de ambos os lados e finalmente cozinhada num molho de manteiga, cebola salteada e caldo de carne. 
Este prato relativamente simples e que não difere muito dos assados ou estufados da Áustria, foi apelidado "baunilha-dos-pobres" provavelmente pela utilização de alguns temperos que ficaram acessíveis em tempos mais recentes, quando a baunilha era ainda uma especiaria cara. 